# Модии
Модиите (gens Modia) e малка фамилия от Древен Рим.
Известни представители с това име:
- Квинт Модий Еквикул, споменат от учения Марк Теренций Варон.[2]
- Марк Модий, споменат от Цицерон.[3]
- Модия, римска матрона по времето на поета Ювенал. [4]
- Модий Юлий, управител на Британия Inferior 219 г. по времето на император Елагабал.